# These
Een these is een stelling die bewezen of beargumenteerd moet worden. Soms wordt een these genuanceerd, in dat geval ontstaat er meestal echter een nieuwe these (of hypothese).
Een these wordt in de retorica en sommige andere vakgebieden onderscheiden van een hypothese, waarbij de these een quaestio infinita (letterlijk: "een oneindige zaak", ofwel een algemeen onderwerp) is en een hypothese een quaestio finita (letterlijk: "een eindige zaak", ofwel een specifiek onderwerp).
Voorbeeld:
- These: De mensen moeten geen oorlogen meer voeren
- Hypothese: De mensen moeten geen oorlog voeren in het Midden-Oosten